# Brampton Beast
Brampton Beast är ett kanadensiskt professionellt ishockeylag som spelar i den nordamerikanska ishockeyligan ECHL sedan 2014. De grundades dock året före för spel i Central Hockey League (CHL), men ligan lades ner 2014 och Beast flyttades över till ECHL. Beast spelar sina hemmamatcher i inomhusarenan CAA Centre, som har en publikkapacitet på 5 000 åskådare vid ishockeyarrangemang, i Brampton i Ontario. Laget är samarbetspartner med Ottawa Senators i National Hockey League (NHL) och Belleville Senators i American Hockey League (AHL). De har ännu inte vunnit någon Kelly Cup, som är trofén till det lag som vinner ECHL:s slutspel.
Spelare som har spelat för dem är bland andra Jordan Boucher, Joey Daccord, Filip Gustavsson, Marcus Högberg, Maxime Lajoie, Edward Pasquale, Jonathan Racine och Rob Ricci.